# شمش طلایی (رنگ)
شمش طلایی رنگی است که شبیه گیاه شمش طلایی (به انگلیسی: Goldenrod) است.

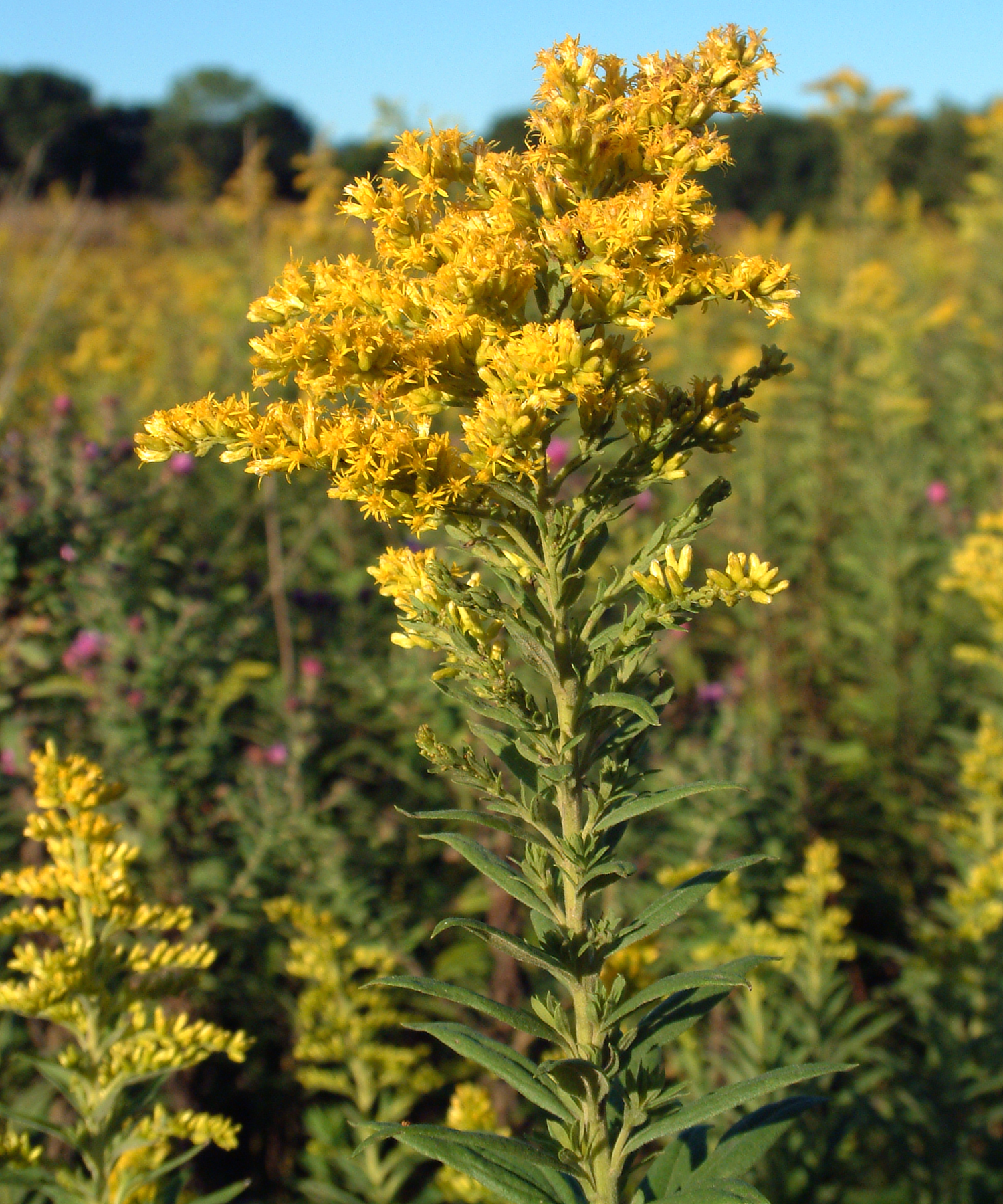
گیاهان شمش طلایی

مداد رنگی کرایولا با این نام و رنگ، اگرچه نسخه سبک‌تر آن است، در سال ۱۹۵۸ ساخته شد.
رنگ شمش طلایی نشان‌دهنده رنگ برخی از گل‌های طلایی رنگ در گیاه شمش طلایی است.
نخستین استفاده ثبتی شناخته‌شده از شمش طلایی به عنوان یک نام رنگ در زبان انگلیسی در سال ۱۹۱۵ بود.